# 音楽携帯

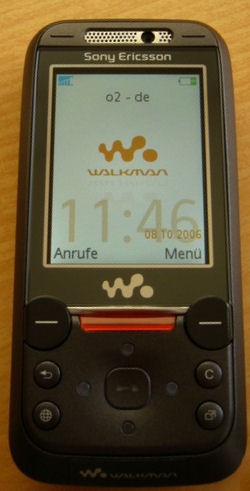
ソニー・エリクソンの音楽携帯、W850i(海外モデル)

音楽携帯（おんがくけいたい）とは、音楽再生機能搭載を前面に出した携帯電話/PHS端末の通称である。ミュージックケータイなどとも呼ばれ、Walkman Phoneのようにデジタルオーディオプレーヤーのブランド名を冠する製品もある。

## 概要
携帯電話の機能のうち、音楽再生機能に特化している機種の通称である。特に着信メロディや着うたとは別箇に楽曲を管理し、デジタルオーディオプレーヤー並みの音楽再生機能(音楽ファイルの連続再生、各種イコライザの搭載、アーティスト別再生、アルバム別再生、リピート再生、シャッフル機能など)を備えた携帯電話端末を指す。

## 歴史

### 日本
日本で最初に音楽再生機能を搭載した携帯電話端末は2000年11月20日に株式会社エーユー(au)（現・KDDI/沖縄セルラー電話の各auブランド）から発売されたC404S DiVA（ソニー）である。メモリースティックスロットを搭載し、ATRAC3形式の再生に対応。次いで2000年11月30日に発売されたDDIポケットのRZ-J91（三洋電機）は音楽配信技術のケータイ de ミュージックに対応し、携帯端末から購入した楽曲データ (128kbps) を再生できた。ただし、こちらは購入したもの以外のファイルの再生には対応していない。
その後各社からいくつか音楽再生機能搭載端末が発売されたが、普及には至らなかった。また、携帯電話における音楽配信技術の先駆けであるケータイ de ミュージックを採用した配信サービスSound MarketはPHS自体の加入者減もあり利用者を獲得できず、2004年9月末をもってサービスを終了した。
一方でiPodや着うたの爆発的な流行もあり、2005年にはNTTドコモやau及びボーダフォン（現ソフトバンクモバイル）が再び音楽再生機能搭載の機種を投入（但しボーダフォンの2G端末は有料のオーディオプレイヤーをダウンロードする必要があった）。KDDIと沖縄セルラーの各auブランド（以下au）は2006年にLISTEN MOBILE SERVICE（LISMO、リスモ）を開始し、音楽携帯を前面に押し出した。
2006年6月、auから発売されたW42S（ソニー・エリクソン・モバイルコミュニケーションズ）は、国内の携帯電話としては、初めてウォークマンを名乗り、音楽再生に特化した機能やデザインに仕上げられていた。 
F902iS以降のNTTドコモの一部の携帯電話はWindows Media Audio（WMA）再生機能を持つ。楽曲の転送にはWindows Media Playerを使用する。WMA形式で楽曲を管理しているユーザーにとっては、独自形式に変換して楽曲を転送するauの楽曲転送方式よりも使い勝手がよい。
さらに、2007年10月、ソフトバンクモバイルからも、WMA再生機能を持つ機種が登場した。ソフトバンクモバイルの機種の場合、楽曲の転送には、Windows Media Playerを使用する。
その後、2008年2月にauもKCP+搭載のW56TおよびW54Sの発売に合わせそれまでのAAC-LCを利用した独自形式からAtracベースの形式へと楽曲管理ソフトを移行し、これによりSONYのネットワークウォークマン及びNetMDウォークマンなどと共通の楽曲ライブラリを持つ事が可能となった。
初期の音楽携帯は電池の消耗が激しく、音質も決して優れたものではなかったが、その後の改良によりMP3デコード専用LSIを搭載するなど、連続再生時間が向上。また、記憶媒体として32/64MBのSDカードやメモリースティックが使用されたが、現在では1GB超のフラッシュメモリを搭載した機種、auのW41Tのように、4GBのHDDを搭載した機種の登場、さらに、miniSDカードなどの小型メモリーカードの普及によって、多くの楽曲データを持ち運びできるようになった。現在の携帯電話端末は折り畳み型が主流のため、端末を閉じた際の操作性が課題である。端末を閉じたときの操作性を高めるために音楽操作専用のボタンを搭載（NTTドコモのF902iS、SO903i、SO905i、auのW42S、W52S、ソフトバンクモバイルのVodafone 803T、Vodafone 804N、Vodafone 804SS、Vodafone 705Tなど）したものや、専用のリモコンを付属（auのW31S、W32H、W41Sなど）して操作性を改善したものものがあった。さらに、一部の機種には、ステレオスピーカーが搭載され、楽曲の再現性も向上した。
楽曲はスマートフォンやWX310Kなど一部の例外を除き、専用の転送ソフトを使用してパソコンからの転送が主流である。転送ソフトにはSD-Jukebox（NTTドコモ/au/ソフトバンクモバイルのSDカードスロット搭載でSD-Audio対応端末)、SonicStage/BeatJam（NTTドコモ/au/ウィルコムのATRAC対応端末及びソフトバンクモバイルの一部端末（BeatJamのみ））、iTunes（ソフトバンクモバイルの一部端末)、Windows Media Player(F902iS以降のNTTドコモの一部携帯電話/ソフトバンクモバイル)、au Music Port（のちにLISMO Port）(au) がある。
SO903iとW53Sを最後に日本の携帯電話においてAtrac形式オーディオと密接な関係にあるメモリースティックの搭載が取りやめられたこと、ワンセグやソーシャルゲーム、スマートフォン等にトレンドが移行したことで、音楽再生機能に特化した音楽携帯というカテゴリは縮小した。一方で大半の携帯電話は音楽再生機能を当たり前のように搭載するようになり、携帯電話における音楽再生機能はコモディティ化したといえる。

### 日本国外
2004年夏、モトローラはAppleと業務提携を発表。2005年にはiTunesを搭載し、パソコン上のiTunesとの連携に対応したMotorola ROKR E1が発売され、米国を皮切りにカナダ・欧州・香港・南米に販売網を拡げ、日本でも発売された（通話は不可）。しかしこの機種は転送可能な楽曲が100曲に制限されている。後継機種にはiTunesは搭載されなくなりMotorola ROKR E2はiRadioが、Motorola ROKR E6にはRealPlayerが搭載されている。
また、ソニー・エリクソンも2005年にW800を発売し、以後Walkman Phoneとしてシリーズ化された。

## 利点と欠点

### 利点
- パソコンを持たないユーザがキャリアの公式コンテンツから携帯電話のみで楽曲を購入できる(着うた/着うたフル)。
- 携帯電話1つを持つだけで楽曲を聞くことが出来る。

### 欠点
- 音楽再生中は音楽再生以外の機能の一部制限、または着信以外の全機能が使用不能になる場合がある。
- 省電力機能が発達したとはいえ、電池切れの心配が高い。
- 端末によっては電話、メールの着信により再生が中断される場合がある。
- 平型イヤホンコネクタの構造上の問題（通常の3.5mmステレオミニプラグと比べて、接触不良を起こしやすく、強度も著しく不足している）。
- 転送ソフトごとにファイルに互換性がなく、別の転送ソフトが必要な機種に移行しにくい。
- 楽曲を再生する携帯電話に対応した専用の形式に変換して転送する必要があり、手間、時間がかかることがある（一部機種ではAACやWMAファイルが再生できる）。
- 1曲あたりの単価がPC音楽配信より割高な場合もある（逆に割安な音楽配信サービスに未参入のレーベルも少なくない）。
- 楽曲のダウンロードにはパケット通信料が上乗せされる（パケ死の危険が高いため、パケット定額サービスが推奨される）。
- 携帯電話が故障した時に音楽を再生できない（他のオールインワンの製品でもあることである）

## えせ着うた
携帯電話キャリア公式サイト以外が提供する利用者による自作の着信音声をえせ着うたと呼ぶ。利用には取扱説明書には掲載されていない方法で試す必要があり、FFmpeg（携帯動画変換君）やiTunesを用いてAAC形式や3GP形式に変換して利用する機種が一般的である。
機種によっては着信音には設定できないが、ムービー再生機能などを利用して擬似的に音楽携帯として利用できるものがある。